# Paraphungia laosensis
Paraphungia laosensis là một loài bọ cánh cứng trong họ Mordellidae. Loài này được Ermisch miêu tả khoa học năm 1969. Chúng được tìm thấy ở Lào.